# Karol Masny (generał)
Karol Masny (ur. 27 grudnia 1887 w Wadowicach, zm. 27 marca 1968 w Londynie) – generał brygady Wojska Polskiego II Rzeczypospolitej i Polskich Sił Zbrojnych.

## Życiorys
Karol Masny urodził się 27 grudnia 1887 w Wadowicach, w rodzinie Józefa i Wiktorii z d. Białek. Uczył się w c. i k. Gimnazjum Wyższym w Wadowicach. Od 28 sierpnia 1914 pełnił służbę w Legionach Polskich. Walczył w szeregach 3, a następnie 2 pułku piechoty Legionów Polskich na stanowisku oficera rachunkowego. W lipcu 1917, po kryzysie przysięgowym wstąpił do Polskiego Korpusu Posiłkowego. W lutym 1918, po bitwie pod Rarańczą, został internowany w Wiedniu.
W listopadzie 1918 został przyjęty do Wojska Polskiego. Powierzono mu zadanie zorganizowania Głównej Kasy Wojskowej Ministerstwa Spraw Wojskowych w Warszawie. W następnym miesiącu został przeniesiony do Łodzi, na stanowisko szefa intendentury Dowództwa Okręgu Generalnego „Łódź”. W marcu 1919 został wyznaczony na stanowisko zastępcy szefa intendentury Dowództwa Okręgu Generalnego „Kraków” w Krakowie. W następnym miesiącu wrócił do Ministerstwa Spraw Wojskowych i objął stanowisko szefa Sekcji Żywnościowej w Departamencie Gospodarczym, a później szefa Komisji Żywnościowej w Departamencie VII Intendentury. W sierpniu 1923 został zastępcą szefa Departamentu Intendentury MSWojsk. W grudniu 1927 powierzono mu pełnienie obowiązków na stanowisku szefa Departamentu Intendentury. Później został zatwierdzony na stanowisku szefa tegoż departamentu i zajmował je do września 1939.
W okresie II RP został osadnikiem wojskowym w koloniach Iwanie, Iwanówka, Bożkiewicze (osada Janówka, gmina Młynów, powiat dubieński).
W czasie kampanii wrześniowej 1939 pełnił służbę na stanowisku szefa intendentury w Naczelnym Dowództwie Wojska Polskiego. Internowany w Rumunii w obozie w Băile Herculane. Do 1942 roku pozostawał bez przydziału, w obozie na wyspie Bute. W 1942 został szefem Intendentury i Służby Pieniężnej w Ministerstwie Obrony Narodowej. We wrześniu 1945 został wyznaczony na stanowisko szefa Służby Pieniężnej. 6 września 1946 został wraz z 75 innymi oficerami pozbawiony obywatelstwa polskiego, które przywrócono mu pośmiertnie w 1971 roku. Od grudnia 1948 pełnił służbę w Biurze Rozrachunkowym Polskiego Korpusu Przysposobienia i Rozmieszczenia.
Zmarł 27 marca 1968 w Londynie. Został pochowany na Cmentarzu Brompton w Londynie.

## Awanse
- chorąży – 26 maja 1916
- podporucznik – 1 kwietnia 1916
- podpułkownik – zweryfikowany 3 maja 1922 ze starszeństwem z dniem 1 czerwca 1919 i 1. lokatą w korpusie oficerów intendentów
- pułkownik – 31 marca 1924 ze starszeństwem z dniem 1 lipca 1923 i 1. lokatą w korpusie oficerów intendentów
- generał brygady – ze starszeństwem z dniem 19 marca 1939

## Ordery i odznaczenia
- Krzyż Niepodległości (6 czerwca 1931)[6]
- Krzyż Oficerski Orderu Odrodzenia Polski
- Krzyż Walecznych (czterokrotnie)
- Złoty Krzyż Zasługi (10 listopada 1928)[7]
- Medal Pamiątkowy za Wojnę 1918–1921
- Medal Dziesięciolecia Odzyskanej Niepodległości
- Złota Odznaka Honorowa Ligi Obrony Powietrznej i Przeciwgazowej I stopnia[8]